# Grünhornlücke
Die Grünhornlücke ist ein hochalpiner vergletscherter Gebirgspass in den Berner Alpen im Schweizer Kanton Wallis zwischen dem Gross Grünhorn im Norden und dem Fiescher Gabelhorn im Süden.
Die Passhöhe liegt bei etwa 3280 m ü. M. Die Grünhornlücke ist ein Übergang zwischen den beiden grössten Eisströmen der Alpen, dem Grossen Aletschgletscher im Westen und dem Fieschergletscher im Osten, die beide nach Süden ins Wallis abfliessen. Sie ist ein wenig schwieriger und von Bergsteigern häufig genutzter Übergang. Nahegelegene alpine Stützpunkte sind die Konkordiahütten am Aletsch- und die entlegenen Finsteraarhornhütten am Fieschergletscher zu Füssen des höchsten Berner Gipfels, dem Finsteraarhorn (4274 m ü. M.).